# Gavarilla arretada
Gavarilla arretada là một loài nhện trong họ Salticidae.
Loài này thuộc chi Gavarilla. Gavarilla arretada được Hipólito Ruiz López & Antonio D. Brescovit miêu tả năm 2006.